# Ferenc Donáth
Ferenc Donáth est un gymnaste artistique hongrois né le 28 juin 1954 à Nagykőrös.

## Biographie
Ferenc Donáth est médaillé de bronze du concours général par équipe aux Jeux olympiques d'été de 1980 à Moscou, avec ses coéquipiers Zoltán Kelemen, György Guczoghy, Péter Kovács, Zoltán Magyar et István Vámos.